# Gateballers
Gateballers（ゲートボーラーズ）は、日本のバンド。

## 概要
2013年5月に東京にて結成。2014年11月にVo. 濱野夏椰が小山田壮平（AL ,ex.andymori）らと共にレーベル"Sparkling Records"を設立。
2015年7月に久富奈良が加入。2016年3月にリリースした1stアルバム「Lemon songs」がタワーレコードのプッシュアイテム「タワレコメン」に選出。 アルバムリリースを機に、フジロックフェスティバル'16や、「ボロフェスタ」など各フェスに出演。2017年2月、初のワンマンライブを下北沢SHELTERにて開催。5月には「COMIN'KOBE ’17」に出演。7月には濱野夏椰がポカリスエットとフジロックフェスティバルのコラボCMにてギターを演奏するなど、活動の幅を広げている。内村イタル（ゆうらん船）をサポートメンバーに招き、4人編成としての活動を開始。
2018年2ndアルバム『「The all」=「Poem」』をリリース。初のレコ発全国ツアーを開催し東京公演として 渋谷O-nestにてワンマンライブを実施。12月にはバンド史上三度目となるワンマンを新代田FEVERにて開催し、同日4曲の歌と3曲の器楽曲を収録したEP「Thank You Part-time Punks」を配信限定でリリース。後藤正文主催『APPLE VINEGAR -Music Award- 2019』に『「The all」=「Poem」』がノミネート。
2019年9月より開始された「小山田壮平バンドツアー2019」に濱野夏椰がGt、久富奈良がDsで参加。Ba.本村拓磨はカネコアヤノBANDに参加中。3rdアルバム「Infinity mirror」をリリース。レコ発ファイナルは対バンにHiGE、Helsinki Lambda Clubをゲストに迎え、代官山UNITで行われた。2020年1月に下北沢Garageにて1日昼夜の部の2stageワンマンを行い、両公演チケット完売。

## メンバー

### 主要メンバー
濱野 夏椰（はまの かや）　Vocal,Guitar
全楽曲の作詞・作曲を担当。
踊ってばかりの国の下津光史とのバンド「GOD」でも活動中。
伊豆が地元であり、レコーディングエンジニアの父を持つ。

久富 奈良（くどみ なら）　Drums,Chorus
同じく濱野夏椰と小山田壮平バンドでドラムを務める。
ナツノムジナのメンバーとしても活動中。

### サポートメンバー
原元由紀　 Ba,chorus
ex.Layne .象眠舎ではファゴット奏者として活躍中。
2023年リリースNew EP 「未来からきた人」からレコーディングに参加
萩本あつし　Guitar,Chorus
ex.Layne